# Downgrader (PSP)
Un downgrader es un aplicación con la capacidad de sustituir la versión del firmware instalada en una PlayStation Portable (PSP), por una anterior. El nombre proviene del inglés downgrade —es decir, bajar un nivel, degradar.
Es lo contrario a realizar un upgrade, que es actualizar a una versión posterior y más moderna del firmware, siendo esta la última versión.
En el caso de esta consola, su principal función es instalar el firmware 1.50 original de Sony, desde el cual pueden ejecutarse una gran variedad de aplicaciones no firmadas creadas por programadores externos, conocidas como "homebrew".
Actualmente, el uso de estos "programas homebrew" es obsoleto, ya que se usa un nuevo método conocido como Pandora en el cual se puede bajar directamente cualquier tipo y versión de PSP a la versión 1.50 o directamente a un Custom Firmware (sistema operativo de la consola modificado por programadores). 
En el caso de los downgraders se debía crear uno específico para cada versión y con unas características acordes a los diferentes modelos de PSP. Su creación era muy laboriosa y difícil y debía hacerse sobre la base de un exploit o fallo del sistema, por el que en ocasiones, un firmware original de Sony permitía cargar código sin firmar (homebrew) y a partir de ahí, se elaboraba un downgrader
El uso del firmware 1.50 original de Sony o de un Custom Firmware perrmite grabar imágenes ISO de los juegos para PSP en la memory-stick o tarjeta de memoria para jugar desde la misma, sin necesidad de tener introducido el UMD (disco) en la máquina, evitando errores de lectura y daños en el frágil lector de la PSP.
No obstante, esta operación acarrea graves consecuencias, como estropear la máquina, pero se puede realizar la recuperación de la consola utilizando también el método Pandora. Por lo tanto, se recomienda al usuario hacerlo bajo su propia responsabilidad, ya que el software no es el original ni está probado por expertos informáticos de Sony, lo que puede ocasionar una pérdida de garantía o el pago de un plus por modificación.